# Diecéze Viseu
Diecéze Viseu (latinsky Dioecesis Visensis) je římskokatolická diecéze na území Portugalska se sídlem v městě Viseu a s katedrálou P. Marie. Je sufragánní diecézí vůči arcidiecézi Braga. 

## Historie
Diecéze Viseu je poprvé historicky doložena v roce 572, i když je pravděpodobní, že existovala již dříve. Původně byla sufragánní vůči metropoli Emerita Augusta, hlavnímu městu římské provincie Lusitánie. Po dobytí Araby (713/714) byla zničena původní katedrála, v letech 791–930 byla znovu v křesťanských rukách a biskupství bylo obnoveno. Definitivně bylo Viseu dobyto křesťany roku 1058. V roce 1101 kvůli chudobě po reconquistě byla diecéze personálně spojena s diecézí Coimbra, což trvalo až do roku 1141. Mezitím, v roce 1120, byla podřízena metropoli v Braze. 